# أوريول السينا
أوريول السينا (بالإسبانية: Oriol Alsina) هو لاعب كرة قدم ومدرب كرة قدم إسباني، ولد في 21 أغسطس 1968 في أرينيس دي مار في إسبانيا. لعب مع نادي ياغوستيرا.